# Dorstenia nyungwensis
Dorstenia nyungwensis är en mullbärsväxtart som beskrevs av G. Troupin. Dorstenia nyungwensis ingår i släktet Dorstenia och familjen mullbärsväxter. Inga underarter finns listade i Catalogue of Life.